# Гута-Желеховська
Гута-Желеховська (пол. Huta Żelechowska) — село в Польщі, у гміні Желехув Ґарволінського повіту Мазовецького воєводства.
Населення — 308 осіб (2011).
У 1975-1998 роках село належало до Седлецького воєводства.

## Демографія
Демографічна структура станом на 31 березня 2011 року:
|          | Загалом | Допрацездатний вік | Працездатний вік | Постпрацездатний вік |
| -------- | ------- | ------------------ | ---------------- | -------------------- |
| Чоловіки | 165     | 42                 | 104              | 19                   |
| Жінки    | 143     | 31                 | 86               | 26                   |
| Разом    | 308     | 73                 | 190              | 45                   |